# La revolución de la inteligencia
La revolución de la inteligencia es un libro de Luis Alberto Machado publicado en Venezuela, en el año de 1975, siendo un gran aporte para el desarrollo e implementación del llamado Pensamiento Crítico y de la Pedagogía basada en el desarrollo de las habilidades de la inteligencia, a partir de la educación escolar en Venezuela
El libro es la base para la creación del primer Ministerio para el Desarrollo de la Inteligencia por gobierno alguno, existiendo desde 1979 hasta 1984 en la República de Venezuela.  
Uno de sus postulados más famosos, es el de "todos tenemos derecho a ser inteligentes".
El mismo pasa de las experiencias personales del autor, hasta llegar a la definición de la Inteligencia por parte del mismo, como una habilidad de relacionar cosas e ideas. 
Igualmente, propone varios métodos o herramientas específicas para ayudar al desarrollo de la inteligencia, al igual que determina la necesidad de pensar para sobrevivir en un mundo automatizado. 
La última parte del libro son referencia políticas, sobre Latinoamérica y de la inteligencia como medio para lograr países más desarrollados y armónicos en un futuro cercano.
El libro fue publicado también en México y en inglés.